# Cato den yngre

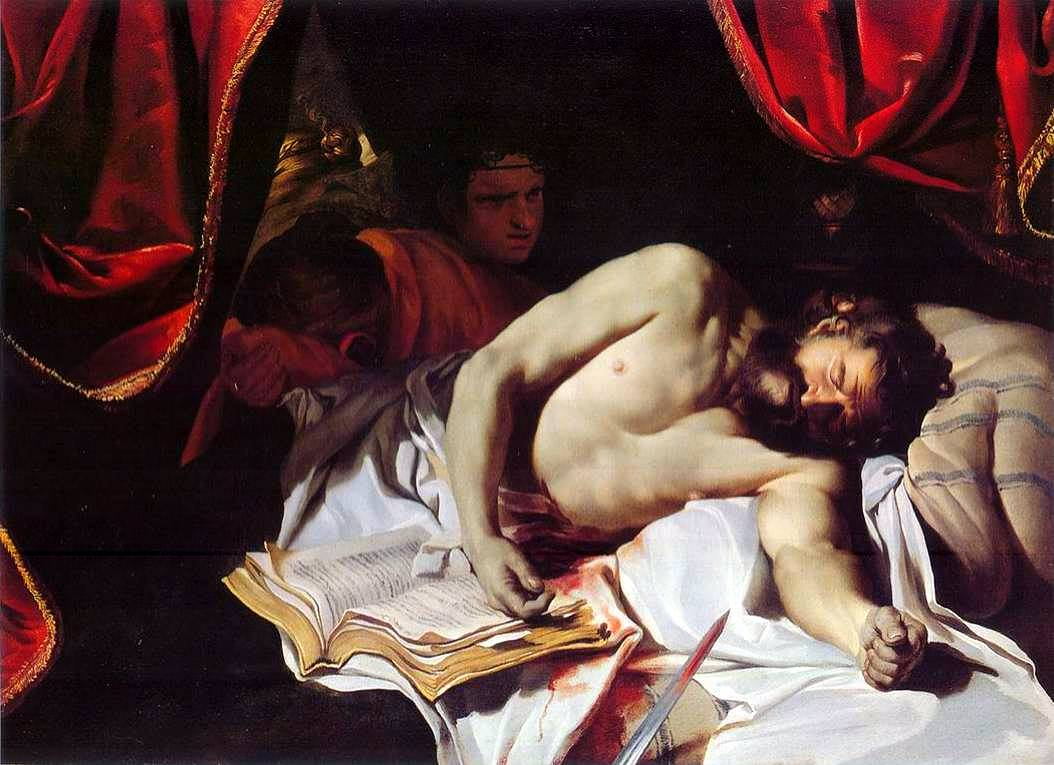
Cato den yngres självmord. Målning av Charles Le Brun.

Marcus Porcius Cato, även känd som Cato den yngre eller Cato Uticensis, född 95 f.Kr. i Rom, död 46 f.Kr. i Utica i provinsen Africa, var under romerska republikens slutskede en romersk senator, anhängare av stoicismen och känd för sina konservativa värderingar. Han var sonsons son till Cato den äldre.

## Biografi
Cato gjorde under 60- och 50-talet f.Kr. karriär som kvestor, folktribun och pretor. Han var som optimat känd för sin hängivenhet för republikens ideal och sitt motstånd mot Julius Caesars och Pompejus maktsträvanden. Omkring tiden för Caesars konsulat 59 f.Kr. försökte han att förhindra dennes kandidatur och senare stoppa dennes agrarreform till förmån för Pompejus veteraner genom filibuster, men han misslyckades. Cato fick därefter ett närmast påtvingat uppdrag på Cypern. Mot slutet av Caesars tid som promagistrat i bland annat Gallien (Gallia Cisalpina och Transalpina) var Cato en av de romerska politiker som mest envetet krävde att Caesar skulle kallas tillbaka till Rom och som motsatte sig alla kompromisser med caesarianerna, vilket bidrog till att utlösa ett inbördeskrig.
Efter Pompejus nederlag i slaget vid Farsalos år 48 f.Kr. flydde Cato med ett antal andra till provinsen Africa och satte upp en ny armé som besegrades i slaget vid Thapsus år 46 f.Kr., varpå hans situation blev omöjlig. Som befälhavare i staden Utica nära Thapsus skulle Cato inte kunna undgå att bli tillfångatagen av Caesars trupper. Erfarenheterna från inbördeskriget pekade på att Caesar inte skulle döda sin motståndare, utan istället benåda honom. Enligt republikens ideal skulle det betyda att Cato kom i tacksamhetsskuld till Caesar, som avstått från att döda honom. Det skulle tvinga Cato till att antingen tiga med sitt motstånd eller förlora sin heder när han angrep sin välgörare Caesar som skonat honom. Cato valde då att ta sitt liv genom att först försöka skära upp sin buk. Självmordsförsöket misslyckades och hans sår förbands och syddes igen. Men Cato rev upp stygnen och slet ut sina inälvor, och förvägrade därmed diktatorn möjligheten att benåda honom. Efter sin död fick han ärenamnet Uticensis, i stil med de ärenamn romerska befälhavare fick efter en betydande seger.
Republikanerna räknade Cato som en martyr, medan Caesar publicerade skriften Anti-Cato för att svärta ner honom. Han blev i senare romersk tradition sinnesbilden av omutlighet och mod i kamp mot envälde.